# Counter-Strike (Computerspiel)

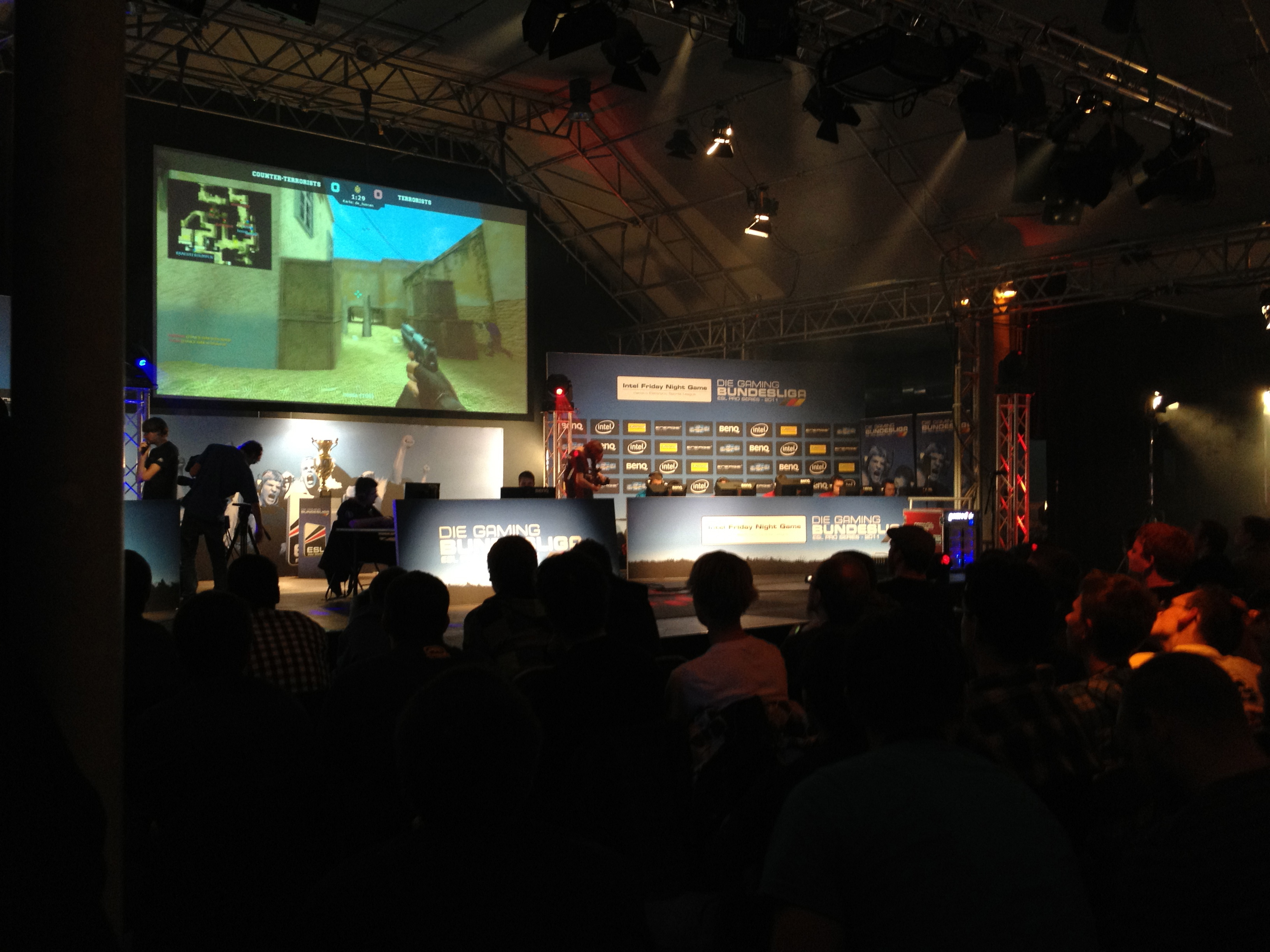
Counter-Strike: Source-Wettbewerb auf der Intel Friday Night Game 2011

Counter-Strike (kurz CS, auch Half-Life: Counter-Strike oder Counter-Strike 1.6) ist ein Computerspiel aus dem Genre der Online-Taktik-Shooter. Das erstmals am 19. Juni 1999 veröffentlichte Spiel ist eine Modifikation des Ego-Shooters Half-Life und wurde besonders durch LAN-Partys und das Internet bekannt. Counter-Strike wurde ursprünglich von einer von Minh Le („Gooseman“) und Jess Cliffe („cliffe“) geleiteten Gruppe von Hobby-Entwicklern erstellt, deren Mitglieder später zum Teil bei Valve arbeiteten. In dem Spiel geht es um Gefechte zwischen Terroristen und einer Antiterroreinheit, bei denen bestimmte Aufträge erfüllt werden müssen.
Seit der Veröffentlichung von Version 1.0 am 8. November 2000 war Counter-Strike über zehn Jahre lang eines der populärsten und meistgespielten Online-Actionspiele und das meistgespielte Spiel im E-Sport. Aufgrund seiner hohen Bekanntheit wurde das Spiel von den Massenmedien regelmäßig als Beispiel für „Killerspiele“ herangezogen und auch mit Amokläufen wie dem Amoklauf von Erfurt in Verbindung gebracht. Ungewöhnlich ist und war die lang anhaltende hohe Popularität von Counter-Strike, trotz des Alters des Spiels und der am Ende deutlich veralteten Grafikdarstellung. Das ursprüngliche Spiel wurde inzwischen weitgehend durch seine Nachfolger Counter-Strike: Source und Counter-Strike: Global Offensive abgelöst.

## Spielinhalt
Für das allen Counter-Strike-Spielen zugrundeliegende Spielprinzip, siehe Counter-Strike#Spielprinzip.

Benutzeroberfläche von Counter-Strike

Während des Spiels werden auf dem Bildschirm verschiedene Informationen angezeigt. Im oberen linken Eck befindet sich das „Radar“, das die Positionen der Teammitglieder im Vergleich zur eigenen Position darstellt. Oben rechts werden alle Abschüsse, die betroffenen Spieler und die verwendete Waffe aufgelistet. Im unteren Bereich befindet sich die Anzeige der Lebenspunkte, die Rüstungsanzeige, die den Status der Schutzweste anzeigt, die verbleibende Rundenzeit sowie am rechten Rand das eigene Geld sowie die Menge an Munition, die sich in der aktuellen Waffe befindet bzw. als Reserve dabei ist.

### Spielmodi
In Counter-Strike gibt es vier offizielle Szenarien. Davon durchgesetzt haben sich nur das Geiselrettungs-Szenario und das Bomben-Entschärfungs-Szenario.
Neben diesen beiden Szenarien wurden während der Entwicklung noch zwei andere Szenarien implementiert, die aber wenig beliebt waren: Beim Escape-Szenario (englisch für Flucht) starten die Terroristen ohne die Möglichkeit, Ausrüstung zu kaufen, und müssen eine festgelegte Rettungszone erreichen. Beim Assassination-Szenario (englisch für Anschlag) ist das Ziel der Terroristen, zu verhindern, dass ein VIP im Team der Antiterroreinheit eine festgelegte Rettungszone erreicht.
Da für das Spiel mit Hilfe des Hammer Editors eigene Karten erstellt werden können, haben viele Hobby-Designer weitere Karten zum Download zur Verfügung gestellt. Einige entsprechen den üblichen Counter-Strike-Szenarien, andere verändern das Spielprinzip teilweise erheblich.

### Charaktere
Vom VIP im Assassination-Szenario abgesehen gibt es in Counter-Strike acht spielbare Charaktere, von denen pro Team vier auswählbar sind. Die Spielfiguren unterscheiden sich bis auf ihr Aussehen nicht in ihren Eigenschaften und Fähigkeiten, es handelt sich also um keine Charakterklassen.
Im Team der Antiterroreinheit kann der Spieler zwischen der französischen Groupe d’intervention de la gendarmerie nationale (GIGN), dem britischen Special Air Service (SAS), den United States Navy SEALs und der deutschen GSG 9 wählen. Die auswählbaren Spielfiguren im Lager der Terroristen entsprechen dagegen keinem realen Vorbild.

### Waffen und Ausrüstung

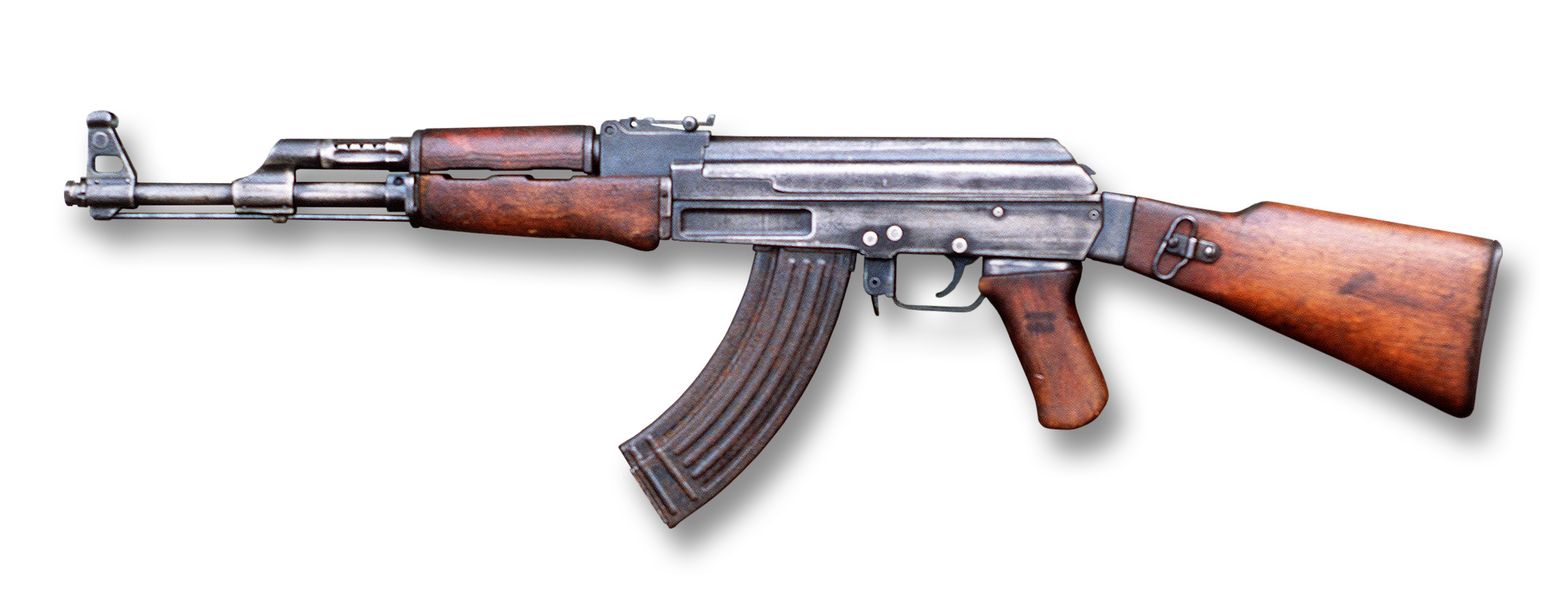
Das AK-47, eine Waffe der Terroristen

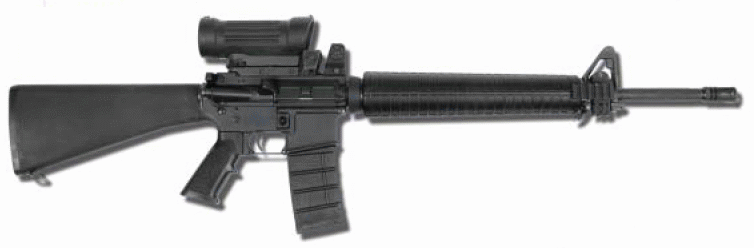
Die M4 wird teilweise als Diemaco C7 (Bild) dargestellt

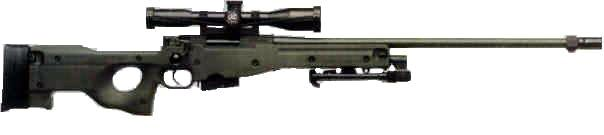
AWP

Die Waffen von Counter-Strike werden in drei Kategorien eingeteilt: Primärwaffen (Flinten, Maschinenpistolen, Sturmgewehre, Scharfschützengewehre und Maschinengewehre), Sekundärwaffen (Pistolen) und sonstige Ausrüstung (beispielsweise Granaten). Zusätzlich besitzt jeder Spieler ein Kampfmesser, das im Nahkampf gebraucht werden kann. Getragen werden können maximal eine Primärwaffe, eine Sekundärwaffe und vier Granaten (maximal eine hochexplosive Granate, zwei Blendgranaten („Flashbangs“) sowie eine Rauchgranate).
Das Arsenal ist realen Waffen und Ausrüstungsgegenständen nachempfunden. In der Verkaufsversion wurden die Waffennamen aus Gründen des Markenrechts zum Teil verfremdet. So wurde beispielsweise aus dem SIG 552 das „Krieg 552“ und aus dem Steyr Scout das „Schmidt Scout“.
Nicht jede Waffe lässt sich von beiden Teams kaufen. Zum Beispiel kann das Sturmgewehr AK-47 (in manchen Versionen als „CV-47“ bezeichnet) nur von den Terroristen gekauft werden, während der M4A1 der Antiterroreinheit vorbehalten ist. Fallengelassene Waffen des anderen Teams können aber aufgehoben, benutzt und gegebenenfalls in der nächsten Runde weiterverwendet werden. Auch kann der Spieler zu Beginn einer neuen Runde Munition für derartige „Beutewaffen“ kaufen.
Ballistik und Wirkung der im Spiel verwendeten Modelle stimmen nicht mit denen realer Waffen überein, vielmehr wurden beide Faktoren an die Bedürfnisse des zugrundeliegenden Spielmechanismus angepasst. Projektile haben eine unendliche Geschwindigkeit und werden nicht von Schwerkraft und Reibung beeinflusst, zudem können sie teilweise selbst dicke Wände durchschlagen.

## Entwicklung
Die Entwicklung von Counter-Strike begann als Freizeitprojekt einer kleinen Gruppe um Minh Le („Gooseman“) und Jess Cliffe. Die erste Beta-Version der Half-Life-Modifikation wurde nach wenigen Wochen Entwicklungszeit am 19. Juni 1999 kostenlos veröffentlicht. Diese enthielt nur das ursprüngliche Geiselrettungs-Szenario, wenige Waffen und vier Level. Danach folgten weitere Beta-Versionen, in denen viele Fehler behoben wurden und weitere Waffen und Maps integriert wurden. Mit der Beta 4 wurde das Bombenentschärfungs-Szenario integriert, mit Beta 6 die restlichen zwei Szenarien.
Version 1.0 wurde am 8. November 2000 veröffentlicht und enthielt drei neue Waffen und verbesserte Spielermodelle, inzwischen wurde das Team von Valve angeworben. Ab dann war Counter-Strike in zwei Versionen erhältlich: Weiterhin als kostenlose Mod von Half-Life, aber auch zusätzlich als Kaufversion, die über Sierra Entertainment als eigenständiges Spiel vertrieben wurde. Version 1.1 erhielt weiter verbesserte Spielermodelle und neue Maps sowie einen Zuschauermodus. Version 1.2 wurde nur für die Kaufversion veröffentlicht und enthielt die Half-Life-Mod Deathmatch Classic, die die Benutzer der Mod-Version schon durch einen Half-Life-Patch erhalten hatten. Version 1.3 ermöglichte den Spielern, über Mikrofon bzw. Headset während des Spiels miteinander zu kommunizieren und enthielt weitere kleinere Verbesserungen. Version 1.4 war die erste Version, die auch testweise über Steam spielbar war. Daneben integrierte Valve das Anti-Cheat-System VAC. Version 1.5 war die letzte Version, die ohne Steam benutzt werden konnte. In ihr wurden viele Probleme behoben, die Mod Ricochet integriert und eine neue Map eingefügt.
Die finale Version von Counter-Strike trägt die Versionsnummer 1.6, läuft nur unter Steam und fasst alle weiteren Versionsupdates zusammen. Integriert wurden unter anderem tragbare Schutzschilde für die Antiterroreinheit, weitere neue Waffen, sowie In-Game-Werbung.

## Erfolg und Einfluss

### Rezeption
Die PC-Version von Counter-Strike wurde von der Presse gut aufgenommen, erreichte einen Metascore von 88 % und erhielt folgende Auszeichnungen und Platzierungen (chronologisch):
- Best Online Game (2000). – Gaming Age[11]
- Action Game of the Year (2000). – Gamepen.com[12]
- Action Game of the Year (2000). – Actiontrip.com[12]
- Online Game of the Year (2000). – GameSpot UK and US[12]
- Special Award for Multiplayer Gaming (2000). – Gamespy.com[12]
- Action Game of the Year (2000). – GameSpot US, Readers Choice[12]
- Game of the Year (2000). – VoodooExtreme, Readers Choice[12]
- Best Multiplayer (2000). – Electronic Playground[12]
- Revolutionary PC Game (2000). – Game Revolution[12]
- Best Online Game (2000). – Game Revolution[12]
- Online Game of the Year (2000). – Computer Games[12]
- Game of the Year (2000). – Gamers.com[12]
- Best Multiplayer Game (2001). – Game Developer Spotlight Awards[12]
- Special Achievement in Gaming (2001). – Game Developer Spotlight Awards[12]
- Game Innovation Award (2001). – Game Developers Choice Awards[13]
- Rookie Studio Award (2001). – Game Developers Choice Awards[14]
- Online Game of the Year (2002). – Golden Joystick Awards
- Platz 29 in GameSpy’s 2001 Top 50 Games of All Time. – GameSpy[15]
- Platz 83 in IGN’s 2003 List of 100 Greatest Games of All Time. – IGN[16]
- Platz 49 in GameFAQ’s 2005 Top 100 Games of All Time. – GameFAQ’s[17]
- Platz 71 in IGN’s 2005 List of 100 Greatest Games of All Time. – IGN[18]
- Platz 12 in Top 2007 des 105 meilleurs FPS de tous les temps. – NoFrag[19]

### Verkaufszahlen
Bis zum November 2008 wurden im Einzelhandel 4,2 Millionen Exemplare der Windows-Version von Counter-Strike verkauft. Nicht eingerechnet sind die 9,3 Millionen verkauften Exemplare von Half-Life, auf denen Counter-Strike kostenlos installierbar ist. Bis zum August 2012 belief sich die Anzahl der seit dem Release im Jahr 1999 verkauften Lizenzen nach Angaben des Entwicklers auf 25 Millionen.
Verkaufszahlen der Nachfolger im November 2008:
- Xbox-Version: 1,5 Millionen
- Counter-Strike: Condition Zero: 2,9 Millionen
- Counter-Strike: Source: 2,1 Millionen

### Stellung im E-Sport

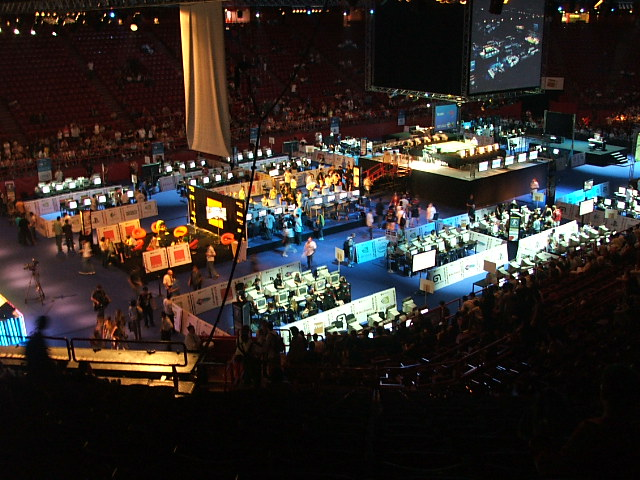
Der Electronic Sports World Cup 2006

Spieler-Anteile der Online-Shooter 2007

Counter-Strike war rund zehn Jahre lang, bei rund 50.000 bis 200.000 Spielern, die das Spiel zu jedem beliebigen Zeitpunkt online spielten, der meistgespielte Online-Shooter. Dies hat sich erst wesentlich geändert, als Team Fortress 2 am 24. Juni 2011 kostenlos erhältlich wurde und seitdem höhere Nutzerzahlen als Counter-Strike aufweist. Ende 2012 wurde das klassische Counter-Strike weitgehend von seinem Nachfolger Counter-Strike: Global Offensive abgelöst.
Counter-Strike wurde weltweit professionell gespielt und es war eines der bekanntesten E-Sport-Spiele. Den internationalen Durchbruch erreichte Counter-Strike, als es am 14. März 2001 Quake III Arena als offizielles Turnierspiel des CPL World Championship Event verdrängte. Neben Amateur- und Freizeitligen existierten internationale Profiligen, in denen es anerkannte Meisterschaften und internationale Wettkämpfe gab. Außerhalb spezieller Counter-Strike-Ligen hatten fast alle Multigame-Ligen das Spiel im Programm. In den Profiligen waren international Siegprämien in Höhe von mehreren 10.000 Euro verbreitet. In den Counter-Strike Wettbewerben 2006 und 2007 wurden jeweils Preisgelder von insgesamt über 1.000.000 US$ an die Mannschaften ausgeschüttet. Mit einem Preisgeld von 200.000 US$ war der CPL Summer 2003 das höchstdotierte Counter-Strike-Turnier.
Bedeutende Wettkämpfe (International):
- World Cyber Games
- Electronic Sports World Cup
- ESL Intel Extreme Masters
- KODE5
- Cyberathlete Professional League

Bedeutende Wettkämpfe (National):
- ESL Pro Series

### Cheating
Counter-Strike war aufgrund seiner großen Verbreitung ein beliebtes Ziel von Cheatern. So wurden beispielsweise Programme und Modifikationen programmiert, die es erlauben, Spieler durch Wände hindurch zu sehen (beispielsweise durch „Wallhacks“ oder manipulierte, extragroße Spielermodelle), Blend- und Rauchgranaten unwirksam zu machen, oder automatisch auf den Gegner zu zielen („Aimbots“).
Das Anti-Cheat-System PunkBuster wurde eingestellt, nachdem Valve an keiner Kooperation mit dem Hersteller interessiert war. Valve setzte stattdessen mit VAC auf eine Eigenentwicklung zur Cheat-Bekämpfung. Fremdprogramme wie Cheating-Death waren mit VAC nicht kompatibel.
Des Weiteren befinden sich in Counter-Strike Programmfehler (sogenannte Bugs), die häufig auf Fehler der Half-Life-Engine oder des Mapdesigns zurückzuführen sind. Es ist beispielsweise an manchen Stellen möglich, durch geschicktes Aufeinanderspringen (ähnlich einer Räuberleiter) den vorgesehenen Spielbereich zu verlassen, oder Blendgranaten in bestimmte Ecken zu werfen, wodurch eigentlich unbeteiligte Spieler trotzdem geblendet werden. Die Electronic Sports League verbietet das Ausnutzen von solchen Fehlern.

### Kritik
Counter-Strike wurde in den Medien oft als „Killerspiel“ bezeichnet, da man mit Waffen auf menschlich aussehende Gestalten schießt. Mit steigendem Bekanntheitsgrad von Counter-Strike wurde das Spiel regelmäßig als Beispiel für Gewalt in Computerspielen angeführt, wobei Medien mitunter die Gewaltdarstellungen stark übertrieben darstellten und unter anderem fälschlicherweise behaupteten, Ziel des Spieles sei es, auf Schüler und Passanten zu schießen. Tatsächlich sind die einzigen unbewaffneten Zivilpersonen im Spiel die computergesteuerten (erwachsenen) Geiseln, deren Abschuss für Spieler beider Teams Strafpunkte bewirkt, also vermieden werden sollte.
2002 bearbeitete die damalige Bundesprüfstelle für jugendgefährdende Schriften (heute: Bundesprüfstelle für jugendgefährdende Medien) einen Indizierungsantrag zu Counter-Strike. Nach dem Amoklauf von Erfurt am 26. April 2002 spitzte sich die öffentliche Diskussion zu diesem Thema zu, obwohl sich später herausstellte, dass der Amokläufer andere Egoshooter bevorzugte. Zur Untersuchung lud die BPjS erstmals Vertreter der Spielergemeinschaft ein. Am 16. Mai 2002 gab die BPjS bekannt, sie stelle eine gewisse Jugendgefährdung fest, die jedoch nicht für eine Indizierung ausreiche. Zur Begründung wurde beispielsweise herangezogen, dass man das Spielziel auch ohne Töten der Gegner erreichen kann und in der Spielergemeinschaft vielfältige Kommunikationsmöglichkeiten – besonders auf LAN-Partys – genutzt werden. Gleichzeitig drängte die BPjS auf eine Novellierung des Jugendschutzgesetzes, die Juni 2002 beschlossen und zum 1. April 2003 umgesetzt wurde.
Der Amokläufer von Emsdetten vom 20. November 2006 soll laut Zeitungsberichten neben anderen Ego-Shootern auch regelmäßig Counter-Strike gespielt und seine eigene Schule als Counter-Strike-Level nachgebaut haben. Auch der Amokläufer von Winnenden soll laut Zeitungsberichten viel Zeit mit „Killerspielen“ verbracht haben, Counter-Strike sei auf seinem Computer installiert gewesen. Der Besitz des Spiels sei laut des Computerspielmagazins GameStar dabei aber „angesichts des Beliebtheitsgrads des Shooters unter jungen Männern [...] kaum verwunderlich“.

## Nachfolger

### Xbox-Version
Aufgrund des großen Erfolges von Counter-Strike veröffentlichte Valve am 5. Dezember 2003 für 60 Euro eine Portierung für die Xbox. Diese Version enthielt computergesteuerte Gegner (Bots), gegen die man antreten konnte, alternativ war das Spielen im Internet über das kostenpflichtige Xbox-Live-System möglich. Kritisiert wurde der hohe Preis sowie die mangelhafte Präzision der Steuerung mit dem Gamepad, die der klassischen Steuerung mit Maus und Tastatur deutlich unterlegen sei.

### Counter-Strike: Condition Zero
Nach langer Entwicklungszeit kam 2004 Condition Zero in den Handel, eine vor allem für Einzelspieler ausgelegte, zum Vorgänger grafisch verbesserte Variante des Spiels. Während der Programmierung wurde das Entwicklerteam häufiger gewechselt: nach Rogue Entertainment und Gearbox übernahm Ritual Entertainment das Projekt. Die Turtle Rock Studios führten es zum Abschluss. Condition Zero erreichte zwar eine gewisse Verbreitung, jedoch nie die Popularität des ursprünglichen Counter-Strike.

### Counter-Strike: Source
Counter-Strike: Source ist eine nur wenige Monate nach Condition Zero veröffentlichte Portierung von Counter-Strike auf die von Valve entwickelte Source-Engine, die in Half-Life 2 zum Einsatz kommt. Dadurch wurde die Spielgrafik deutlich detailreicher und realitätsnäher. Zudem können dank der Verwendung der Havok-Physik-Engine Ereignisse in der Spielwelt, z. B. umfallende und rollende Fässer, weggeworfene Waffen, Ragdoll oder auch schwingende Seilbahnen und dergleichen realistisch dargestellt werden. Dies war in den vorherigen Versionen nicht möglich und hat zudem spielbeeinflussende Wirkung.

### Counter-Strike Neo
Counter-Strike Neo ist eine japanische Arcade-Adaptation von Counter-Strike. Sie wurde von Namco veröffentlicht. Folgt man einem Bericht von Gamasutra, weist diese speziell für den japanischen Markt adaptierte Version einige bedeutende Unterschiede auf. Insbesondere entfernt sich die Hintergrundgeschichte von dem klassischen Terrorismus-Szenario, hin zu kulturell stärker angepassten Spielermodellen (z. B. Anime) und schließt hierbei ein „Karmasystem“ ein, das Spieler belohnt, die Gegner direkt angehen und solche bestraft, die sich verstecken und campen.

## Modifikationen
Es existieren mehrere Plug-ins für Administratoren, die, serverseitig installiert, den Charakter des Spiels grundlegend ändern oder das Spielerlebnis durch Zusatzinformationen und -effekte beeinflussen. Einige erlauben es beispielsweise darüber abzustimmen, welche Karte als Nächstes gespielt wird. Ein anderes Einsatzgebiet ist es, auf öffentlichen Servern das Stören von einzelnen Spielern zu verhindern. Server, die durch Mods größere Änderungen des Spielprinzips erfahren, weisen häufig einen Vermerk in ihrem Namen auf.